# Mozjga
Mozjga (Russisch: Можга) is een stad in het zuidwesten van de Russische autonome deelrepubliek Oedmoertië. Het ligt ongeveer 80 km ten zuidwesten van de republiekhoofdstad Izjevsk.
De naam is afgeleid van een Oedmoertische clan die in de omgeving woonde, en van een gelijknamig dorp dat in 1926 afbrandde.

## Geschiedenis
Mozjga ontstond bij een in 1835 gestichte glasfabriek aan een zijriviertje van de Kama. Het droeg aanvankelijk dezelfde naam als de fabriek: Sjoeginski zavod (fabriek aan de Sjoeginski). Na de Oktoberrevolutie heette het Krasni. In 1929 kreeg het onder zijn huidige naam stadsrechten.
Naast de fabriek stond een watermolen. In 1916 werd in de nabijheid een treinstation gebouwd. 
| 1926  | 1939   | 1959   | 1970   | 1979   | 1989   | 2002   | 2010   | 2017   |
| ----- | ------ | ------ | ------ | ------ | ------ | ------ | ------ | ------ |
| 2.400 | 22.200 | 30.000 | 38.900 | 40.300 | 46.049 | 47.119 | 47.961 | 49.617 |

De bevolking bestaat voor 56% uit Russen, voor 26% uit Oedmoerten en voor 16% uit Tataren.

## Economie
De stad is een belangrijk industrieel centrum in het zuidwesten van Oedmoertië. De spoorlijn van Kazan naar Jekaterinenburg gaat erlangs; de snelweg P-320 geeft verbinding met de hoofdstad Izjevsk.
In de omgeving bevinden zich uitgestrekte bossen en zijn afzettingen van kwartszand.

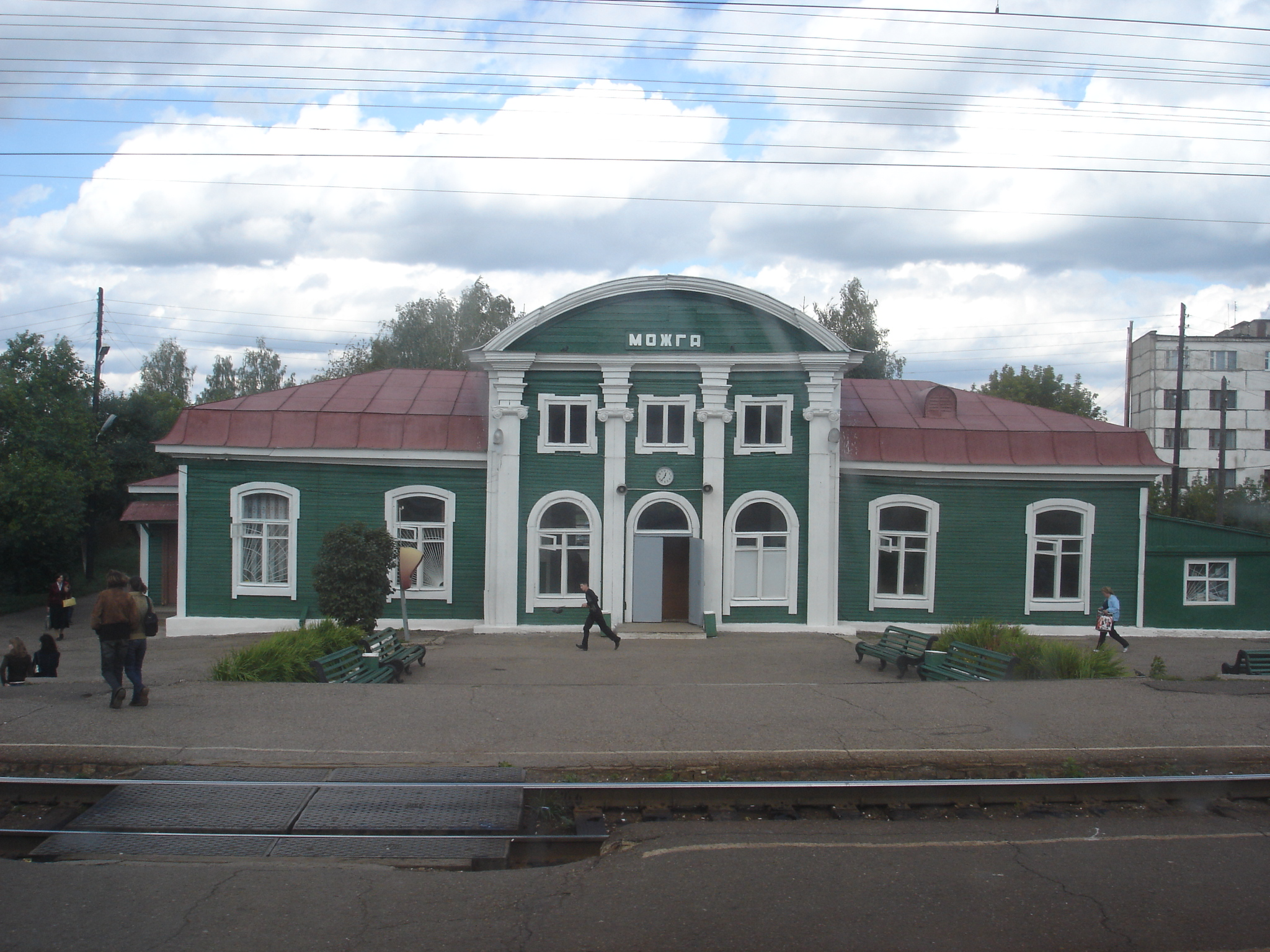
Spoorwegstation

## Geboren in Mozjga
- Dmitri Japarov (1986), langlaufer
- Oeljana Nigmatoellina (1994), biatlete

Bestuurlijk centrum: Izjevsk

Glazov · Kambarka · Mozjga · Sarapoel · Votkinsk